# Stolno
Stolno è un comune rurale polacco del distretto di Chełmno, nel voivodato della Cuiavia-Pomerania.
Ricopre una superficie di 98,43 km² e nel 2004 contava 5 201 abitanti.